# Сигети, Оскар
Оскар Сигети (венг. Szigeti Oszkár; 10 сентября 1933, Мишкольц — 6 мая 1983) — венгерский футболист, игравший на позиции защитника. По завершении игровой карьеры — тренер.
Выступал, в частности, за клуб «Диошдьёр», а также национальную сборную Венгрии.

## Клубная карьера
Во взрослом футболе дебютировал выступлениями за команду «Перечес», в которой выступал до 1952 года.
В 1952 году перешел в клуб «Диошдьёр», в составе которого и дебютировал в высшем дивизионе венгерского чемпионата. Сначала играл на позиции левого полузащитника, позже — на левом фланге защиты, а в последние годы игровой карьеры выступал на позиции центрального защитника. По завершении сезона вместе с командой вылетел во второй дивизион, но уже в 1954 году вернулся в высший дивизион. В 1955 году «Диошдьёр» снова вылетел в низший дивизион, в 1961 и 1964 годах эта ситуация снова повторялась. Всего в клубе отыграл 15 сезонов. Завершил профессиональную карьеру футболиста выступлениями за команду «Диошдьёр» в 1967 году, в составе своего клуба в венгерском чемпионате сыграл 278 матчей.

## Выступления за сборную
Вызывался в молодежные сборные Венгрии разных возрастных категорий. 20 апреля 1958 года сыграл свой единственный матч в составе национальной сборной Венгрии — против Югославии. Это была товарищеская встреча, в которой со счетом 2:0 победу одержали венгры. В составе сборной был участником чемпионата мира 1958 года в Швеции, на котором команда завоевала бронзовые награды. Но на этом турнир Оскар не играл. В 1956—1959 годах привлекался ко второму составу сборной Венгрии, сыграв 11 матчей.
| Матчи и голы в сборной | Матчи и голы в сборной | Матчи и голы в сборной | Матчи и голы в сборной | Матчи и голы в сборной | Матчи и голы в сборной | Матчи и голы в сборной |
| #                      | Дата                   | Место                  | Соперник               | Счет                   | Гол                    | Соревнования           |
| 1958                   | 1958                   | 1958                   | 1958                   | 1958                   | 1958                   | 1958                   |
| ---------------------- | ---------------------- | ---------------------- | ---------------------- | ---------------------- | ---------------------- | ---------------------- |
| 1.                     | 20.04.1958             | Будапешт, Венгрия      | Югославия              | 2:0                    | 0                      | Товарищеский           |

## Карьера тренера
Начал тренерскую карьеру вскоре после завершения карьеры игрока, в 1968 году, возглавив тренерский штаб клуба «Диошдьёр». Опыт тренерской работы ограничился этим клубом.
Умер 6 мая 1983 года на 50-м году жизни.

## Достижения
- Кубок Венгрии
  - Финалист (1): 1964/65